# Blackbear
Blackbear, pseudonimo di Matthew Tyler Musto (Daytona Beach, 27 novembre 1990), è un cantante, compositore e produttore discografico statunitense.
È famoso per aver collaborato con artisti come Gnash, Justin Bieber, G-Eazy, Mike Posner, i Palisades, Machine Gun Kelly, Rivers Cuomo, Childish Gambino, Billie Eilish, Pharrell Williams, All Time Low, Demi Lovato e Miley Cyrus.
Ha inoltre co-scritto la canzone di Justin Bieber, Boyfriend, che raggiunse la seconda posizione della Billboard Hot 100.

## Biografia
Originario di Daytona Beach, si è trasferito inizialmente a Palm Coast, poi ad Atlanta e successivamente a Los Angeles.

### Inizi (2006-2014)
Al liceo, Musto era il cantante del gruppo rock Polaroid, con cui ha pubblicato l'album, Paint the Town, l'EP, Inside and Out e il demo The Cure Demo. Tutti e tre i dischi uscirono sotto la Leakmob Records.
Dopo aver lasciato i Polaroid, Musto ha iniziato la sua carriera da solista quando si è trasferito ad Atlanta per lavorare con Ne-Yo. Tra il 2008 e il 2010, pubblica tre EP, Brightness, Contrast ed Exposure, mentre nel 2011, ne pubblica un altro dal titolo, Year of the Blackbear. Nell'autunno 2011, ha deciso di prendere il soprannome di Blackbear e usarlo come pseudonimo per fare musica. La prima canzone ad essere pubblicata con questo pseudonimo è "Marauder Music" di Mike Posner, pubblicata nel novembre dello stesso anno.
Nel 2012 co-scrive Boyfriend di Justin Bieber che ha venduto oltre 3 126 000 copie ed ha raggiunto la seconda posizione nella Billboard Hot 100. Sempre nel 2012, pubblica gli EP, Foreplay e Sex. Successivamente appare nell'album Lace Up di Machine Gun Kelly, nella canzone End of the Road. Nell'aprile del 2014, pubblica l'EP, The Afterglow.
Nel 2014 Blackbear è diventato uno dei primi artisti indipendenti a monetizzare lo streaming su SoundCloud.

### DeadroseseHelp(2015)
Il 14 febbraio 2015 esce il primo album in studio, Deadroses.
Il secondo album, Help, è stato pubblicato il 27 novembre 2015. Anche se Help non ha eguagliato il successo di Deadroses, il brano "Different Hos" è apparso diverse volte sul profilo Snapchat di Kylie Jenner.

### Drink BleacheCashmere Noose(2016)
Il 20 aprile 2016 esce l'EP Brink Bleach, seguito il 2 agosto da Cashmere Noose.
Lo stesso anno collabora con Olivia O'Brien per il singolo "Root Beer Float" e pubblica il freestyle "If I Could I Would Feel Nothing", che alla fine è diventato un singolo promozionale del secondo album in studio.

### Mansionz,Digital Druglord, eCybersex(2016-2018)
Alla fine del 2016 forma insieme a Mike Posner il duo Mansionz. Il singolo di debutto STFU è stato pubblicato il 9 dicembre 2016, seguito da Rich White Girls e Dennis Rodman. Il disco omonimo è stato presentato nel corso dell'anno successivo.
Sempre nel 2016 Blackbear andò in ospedale per quello che pensava fosse un reflusso acido, invece gli venne diagnosticata una pancreatite necrotica che lo ha costretto a rimanere in ospedale. Mentre era in ospedale ha scritto Digital Druglord, sulla base delle sue esperienze con alcol e droghe. In un'intervista a Noisey afferma che la copertina del suo album non vuole esaltare l'uso di farmaci, ma è dovuta al fatto che ora deve prendere i farmaci per sopravvivere a causa della sua malattia. Il primo singolo dell'album, Do Re Mi, è stato pubblicato il 17 marzo 2017 e ha ottenuto un buon successo, venendo certificato doppio disco platino dalla RIAA; successivamente è uscita una versione remix con Gucci Mane, certificata in seguito disco d'argento nel Regno Unito. Il 2 aprile dello stesso anno è stata la volta dell'EP acustico Salt. Digital Druglord è stato infine pubblicato il 20 dello stesso mese.
Tra il 2016 e il 2017 ha collaborato con i Linkin Park al brano Sorry for Now e con Jacob Sartorius e Phoebe Ryan. Firmò, inoltre, un contratto di distribuzione da 10 milioni di dollari con la Interscope il 22 giugno 2017.
Il secondo album in studio, Cybersex, è stato pubblicato il 27 novembre 2017.
Nel 2018 ha collaborato con Mike Shinoda al singolo About You, contenuto nell'album Post Traumatic e per il quale è stato realizzato anche un video. L'artista ha pubblicato ancora un album collaborativo: questa volta si tratta di 24Bears, collaborazione con rapper 24hrs.

### AnonymouseEverything Means Nothing(2019-presente)
A partire da gennaio 2019, Blackbear ha iniziato a pubblicare singoli per la promozione del suo quinto album, Anonymous, che è stato poi pubblicato nel mese di aprile. Già a partire da agosto, tuttavia, Blackbear ha iniziato a promuovere l'album successivo pubblicando il singolo Hot Girl Bummer. Il disco raggiunge l’undicesimo posto della Billboard Hot 100, diventando il singolo con la posizione più alta in classifica di Musto. A novembre il cantante partecipa al singolo Tongue Tied con Marshmello e YUNGBLUD. Successivamente pubblica i brani da solista Me & Ur Ghost a gennaio 2020 e il brano Queen Of Broken Hearts a luglio dello stesso anno. Nel 2020, l'artista ha anche realizzato svariate collaborazioni, tra cui Worry About Me con Ellie Goulding, Monsters con All Time Low e Demi Lovato e My Ex's Best Friend con Machine Gun Kelly. 
In seguito alla pubblicazione di svariati singoli, Blackbear ha annunciato la pubblicazione dell'album Everything Means Nothing, che viene pubblicato il 21 agosto 2020. Nella terza settimana di agosto 2020, il cantante ha pubblicato ben 3 singoli nel giro di pochi giorni: il brano da solista Lil Beat e le collaborazioni Hard On Yourself con Charlie Puth e My Ex's Best Friend con Machine Gun Kelly.
Il 9 Luglio 2021 partecipa al singolo in collaborazione con Kane Brown intitolato Memory. Il 13 Agosto 2021 esce il suo settimo EP misery lake, con il singolo principale @ my worst. L’extended play vede featuring con Tate McRae, Sasha Alex Sloan e Travis Barker. 
Nel 2022 appare nell’album Serotonin Dreams di BoyWithUke col singolo in collaborazione IDGAF e nell’album mainstream sellout di Machine Gun Kelly nel singolo make up sex. 

## Discografia

### Album in studio
- 2015 – Deadroses
- 2015 – Help
- 2017 – Mansionz (con Mike Posner)
- 2017 – Digital Druglord
- 2019 – Anonymous
- 2020 – Everything Means Nothing
- 2022 – In Loving Memory

### EP
- 2011 – Year of the Blackbear (come Mat Musto)
- 2012 – Foreplay
- 2014 – The Afterglow
- 2015 – Dead
- 2016 – Drink Bleach
- 2016 – Cashmere Noose
- 2021 – Misery Lake

### Mixtape
- 2012 – Sex
- 2017 – Cyber Sex

### Singoli
- 2013 – Nyla
- 2014 – Jiggy (con Pettros)
- 2014 – Tell Ya Daddy (con Pettros)
- 2016 – Califormula
- 2016 – IDFC
- 2016 – Sniffing Vicodin in Paris
- 2017 – Do Re Mi (feat. Gucci Mane)
- 2018 – IDWK (con i DVBBS)
- 2018 – The 1
- 2018 – Miracles (con Stalking Gia)
- 2019 – Short Kings Anthem (con Tiny Meat Gang)
- 2019 – Hot Girl Bummer
- 2019 – Tongue Tied (con Marshmello e Yungblud)
- 2020 – Me & Ur Ghost
- 2020 – Go Dumb (con Y2K, The Kid Laroi e Bankrol Hayden)
- 2020 – Tinted Eyes (con i DVBBS e 24kGoldn)
- 2020 – Queen of Broken Hearts
- 2020 – My Ex's Best Friend (con Machine Gun Kelly)
- 2020 – Lil Bit
- 2020 – Hard on Yourself (con Charlie Puth)
- 2020 – Dropout (con Brakence)
- 2020 – Hate the Way (con G-Eazy)
- 2020 – So Sick (con Kiiara)
- 2020 – Cheers (con Wiz Khalifa)
- 2021 – Sleep 4Ever (con Maggie Andrew)
- 2021 – Heavy (con Mod Sun)
- 2021 – U Love U (con Tate McRae)
- 2021 – Memory (con Kane Brown)
- 2021 – @ My Worst
- 2022 – Make Up Sex (con Machine Gun Kelly)
- 2022 – IDGAF (con BoyWithUke)
- 2022 – GFY (con Machine Gun Kelly)
- 2022 – The Idea
- 2022 – Toxic Energy (con Bert McCracken)
- 2022 – FMK (con Gayle)
- 2022 – Numb (con LilSpirit)
- 2022 – Pangaea (con Naliya)
- 2022 – Gothic Babe Tendencies (con Julia Wolf)
- 2023 – Wish I Could Forget (con Slander e i Bring Me the Horizon)
- 2024 – Fashion Week

### Collaborazioni
- 2015 – If It Kills Me (Jack Novak feat. Blackbear)
- 2016 – Root Beer Float (Olivia O'Brien feat. Blackbear)
- 2016 – Flex Your Way Out (Sofi de la Torre feat. Blackbear)
- 2016 – We Out Here (Coolwater Set feat. Blackbear & Thurz)
- 2017 – Hit Me Back (Jacob Sartorius feat. Blackbear)
- 2017 – Popstar (Nessly feat. AJ Tracey & Blackbear)
- 2017 – Forgetting All About You (Phoebe Ryan feat. Blackbear)
- 2018 – About You (Mike Shinoda feat. Blackbear)
- 2018 – Talk Is Overrated (Jeremy Zucker feat. Blackbear)
- 2018 – Falling (Blackbear Remix) (Trevor Daniel feat. Blackbear)
- 2019 – Right Now (Sober Rob feat. Blackbear)
- 2019 – Dangerous (DeathbyRomy feat. Blackbear)
- 2020 – Beach Ballin' (Yung Pinch feat. Blackbear)
- 2020 – No Service in the Hills (Cheat Codes feat. Trippie Redd, Blackbear & Princess Rosie)
- 2020 – Worry About Me (Ellie Goulding feat. Blackbear)
- 2020 – Monsters (All Time Low feat. Blackbear)
- 2020 – Be Happy (Remix) (Dixie D'Amelio e Lil Mosey feat. Blackbear)
- 2021 – Jealousy (Mike Posner feat. Blackbear)
- 2022 – Love It When You Hate Me (Avril Lavigne feat. Blackbear)
- 2022 – Fuck About It (Waterparks feat. Blackbear)